# 助野健太郎
助野 健太郎（すけの けんたろう、1920年1月1日 - 1993年9月11日）は、日本史学者。
横浜出身。1942年早稲田大学文学部史学科卒。南方へ出征し、1946年復員、滋賀県の近江兄弟社に1948年まで参加する。大学院で学び、関東学院六浦中学校・高等学校教諭、聖心女子大学文学部助教授、教授。1991年定年、名誉教授。教え子に上皇后美智子。早大（非常勤）での教え子に小和田哲男がいた。統一教会員。日本キリシタン史が専門。

## 著書
- 『切支丹の迫害と殉教』ドン・ボスコ社 1952
- 『日本における葡萄牙医学 その伝來・発達・影響』産業青年新聞社 開国文化叢書 1954
- 『きりしたん文化史点描 教育・出版・医療』ナツメ社 1956
- 『キリシタンの信仰生活』中央出版社 1957
- 『鎖国への道』東出版 1967
- 『島原の乱』東出版 1967　のち桜楓社
- 『話題の日本史』関東出版社 1978

### 共編著
- 『キリシタン史文献解題 研究入門者のために』海老沢有道共著 キリスト教史学会 切支丹研究シリーズ 1955
- 『横浜キリスト教史』片子沢千代松共著 基督教史学会 1958
- 『キリスト教の寓話』木間瀬精三共編 宝文館 1960
- 『きりしたんの愛と死 その歴史と風土』山田野理夫共編著 東出版 1967　『キリシタン迫害と殉教の記録』フリープレス 2010
- 『キリスト神話考』木間瀬精三共著 鷺の宮書房 1967
- 『近江の城下町』小和田哲男共著 桜楓社 1971
- 『キリシタンと鎖国』村田安穂共著 桜楓社 1971

## 論文
- CiNii Articles 検索 - 助野健太郎